# Musée d'Art moderne de Varsovie
Le Musée d’Art moderne de Varsovie (ou MSN pour Muzeum Sztuki Nowoczesnej), créé en 2005 et ouvert en 2008, a séjourné pendant plusieurs années dans des locaux provisoires, en attendant la construction d’un bâtiment spécifique situé rue Marszałkowska au bord de la place des Défilés et inauguré le 25 octobre 2024.

## Histoire
La décision de créer un grand musée d’art contemporain à vocation internationale est prise le 15 mars 2005 (décret officiel du 29 avril), sur la place des Défilés, par un accord signé entre le ministre de la Culture et du Patrimoine national Waldemar Dąbrowski et le maire de Varsovie Lech Kaczyński, futur président de la République. L’emplacement exact reste à définir, mais le musée sera construit face au Palais de la culture et de la science, vestige emblématique de l’époque soviétique.
Un premier concours international est organisé le 15 décembre 2005 pour sélectionner l’architecte qui concevra le bâtiment, mais devant la complexité du règlement élaboré par l’administration et les protestations qui s’ensuivent, il est annulé. 
Un deuxième concours avec des règles simplifiées est organisé en juillet 2006. Parmi les 109 projets inscrits à concourir, c’est celui de l’architecte suisse Christian Kerez qui est retenu. L’annonce des résultats a lieu le 18 février 2007. En désaccord avec le choix du jury dont il faisait pourtant partie, le directeur du musée, Tadeusz Zielniewicz, démissionne. Un débat national agitera l’opinion à propos du projet lui-même, cube de béton austère, à l’esthétique dépourvue de caractère, qui se veut en rupture avec le style imposant et démonstratif de la tour stalinienne auquel il fera face. 
Malgré les controverses, le chantier est lancé. Mais la difficulté de déterminer le lieu exact et de nouvelles exigences de la municipalité non prévu au contrat, comme l’adjonction d’un théâtre, aboutit à un tel retard que le projet finit par être abandonné en 2012.
Parallèlement, le MSN a ouvert ses portes en 2008 dans un lieu temporaire situé rue Pańska. Il s’agrandit en 2012, grâce à l’acquisition d’un ancien magasin de meubles, le pavillon Emilia, qui permet au musée de s’ouvrir plus facilement au public. Puis en 2017, il déménage dans un pavillon d’exposition conçu par l’architecte autrichien Adolf Krischanitz et érigé sur les rives de la Vistule. Il y restera jusqu’en 2024. Tout au long de son existence itinérante, le MSN s’est constitué progressivement une collection de plus de 2500 œuvres et a organisé régulièrement des expositions et des événements, y compris à l’international comme en 2013 au prestigieux MoMA  de New York.
En 2013, un troisième concours est lancé pour la construction conjointe d’un musée et d’un théâtre dont la gestion incombe maintenant à la seule municipalité de Varsovie. A l’issue d’une procédure de sélection qui dure deux ans, c’est l’architecte américain Thomas Phifer (en), créateur de plusieurs bâtiments publics et privés aux États-Unis dont le North Carolina Museum of Art et le Musée du verre de Corning, qui remporte le concours. Phifer a conçu un complexe austère dans sa simplicité, composé de deux bâtiments : un parallélépipède blanc et horizontal pour le musée et un cube noir pour le théâtre, reliés par un espace commun recouvert d’un auvent, prévu pour accueillir des événements en plein-air. 
Les travaux débutent le 3 juin 2019. Le cabinet Thomas Phifer and Partners a travaillé en collaboration avec le cabinet polonais APA Wojciechowski Architects. Le bâtiment a une superficie de 20 000 m2, dont 4 500 m2 réservés aux salles d’exposition. Il a coûté 160 millions d'euros. Il comporte six niveaux dont deux sous terre.
Le MSN a été inauguré le 25 octobre 2024. L’ouverture complète au public à l’ensemble des collections du musée est prévue le 21 février 2025.
Même si, à nouveau, son aspect extérieur minimaliste a pu susciter des critiques – certains l’ont surnommé “la boîte à chaussures” ou le “bunker” – ce sont ses grands espaces intérieurs entièrement blancs et largement ouvert sur l’extérieur par des baies vitrées et des puits de lumières qui ont fini par séduire les visiteurs. Lors de l’inauguration, Joanna Mytkowska, la directrice du musée a déclaré : « Je pense que lorsque les gens entreront dans le bâtiment, commenceront à l’utiliser et verront à quel point il est fonctionnel, conçu pour eux, les attitudes changeront. »
La création du MSN participe à une volonté de changer l’image du pays liée à un passé traumatique récent, et à une réhabilitation progressive de la place des Défilés, en proposant un lieu d’exposition comparable à terme à d’autres grands musées internationaux.

## Sources
- (en) Anna Cymer, « Museum of Modern Art in Warsaw », sur culture.pl, 19 novembre 2024

- Hélène Sancey-Dodivers, « Musée d’art moderne de Varsovie : le pavillon Emilia tire sa révérence », sur Le petit journal, 16 mai 2016

- Étienne Bouche, « Varsovie : le musée d’Art moderne inaugure enfin son bâtiment », Le quotidien de l'art N° 2922,‎ 29 octobre 2024

- « Varsovie entame sa mue avec un nouveau musée d’Art moderne », sur Courrier International, 25 octobre 2024

- (en) Jonny Walfisz, « Warsaw's new modern art museum is a stunning post-Soviet statement », Euronews,‎ 25 octobre 2024 (lire en ligne)